# Косач Олександра Антонівна
Косач Олександра Антонівна (в одруженні Шимановська; 18 (30) березня 1847, Мглин, Чернігівська губернія, Стародубщина — близько 1925, Санкт-Петербург) — професійна вчителька музики, громадська діячка, тітка Лесі Українки, її перша вчителька музики, матір Антона Шимановського.
Сестра Петра Косача, Олени Косач, Григорія Косача, Михайла Косача.

## Життєпис
Походила із гербового заможного українсько-козацького шляхетства, яке після скасування Гетьманщини отримало всі права російського дворянства.
Народилася 18 (30 березня) 1847 року в місті Мглин Чернігівської губернії, нині Брянської області Російської Федерації. Була шостою дитиною в сім'ї Косачів: батька — колезького секретаря Антона Григоровича Косача (1814—1910) та Марії Степанівни Чернявської (померла 3 (15) листопада 1848 року). Отримала домашню освіту.
Працювала разом із сестрою Оленою у денному притулкові для дітей робітників у Києві. 1876 р. одружилася з революціонером Борисом Опанасовичем Шимановським. Цього ж року, отримавши закордонного паспорта, передала його Анні Макаревич, тим самим посприяла її втечі за кордон, після чого сама була під наглядом поліції.
1877 року народжується син Павло, а 1878 — Антон.
Влітку 1880 р. з двома синами переїздить до Луцька, мешкає в родині Косачів. Причиною переїзду став арешт і заслання до Сибіру її чоловіка. Загалом багато років перебувала разом із ним у місцях його заслання.
1891 р. помирає від чахотки чоловік. Залишившись удовою, часто гостювала в Колодяжному та Зеленому Гаю. Петро Косач допомагав сестрі матеріяльно й опікувався її синами.
Після закінчення навчання сина Павла в Уманському училищі землеробства і садівництва разом з ним повернеться на малу батьківщину до Мглина.
«Тітка Саша» — перша вчителька музики Лесі Українки. До неї Леся зберігала все життя почуття великої вдячності.
Померла Олександра Антонівна близько 1925 року в Санкт-Петербурзі.